# أنسيلمو دي مورايس
أنسيلمو دي مورايس (بالبرتغالية: Anselmo de Moraes) (مواليد 20 فبراير 1989) لاعب كرة قدم برازيلي يجيد اللعب في مركز خط الوسط.

## الوحدة
في عام 2018 أعلن نادي الوحدة السعودي تعاقده رسميًّا معه و أعير إلى نادي النصر السعودي في صيف 2021 و عاد بعدها إلى الوحدة و استمر معهم حتى عام 2024.

## روابط خارجية
- أنسيلمو دي مورايس على موقع قاعدة بيانات كرة القدم.إي يو (الإنجليزية)
- أنسيلمو دي مورايس على موقع Soccerway.com (الإنجليزية)
- أنسيلمو دي مورايس على موقع عالم كرة القدم.نت (الإنجليزية)
- أنسيلمو دي مورايس على موقع AS.com (الإسبانية)